# Gymnothorax afer
Gymnothorax afer là một loài cá lịch biển được tìm thấy ở Đại Tây Dương từ Mauritanie đến Cape Frio, Namibia. Loài này đã được Marcus Elieser Bloch định danh lần đầu vào năm 1795, tên thông dụng tiếng Anh là Dark moray..